# Lioré-et-Olivier

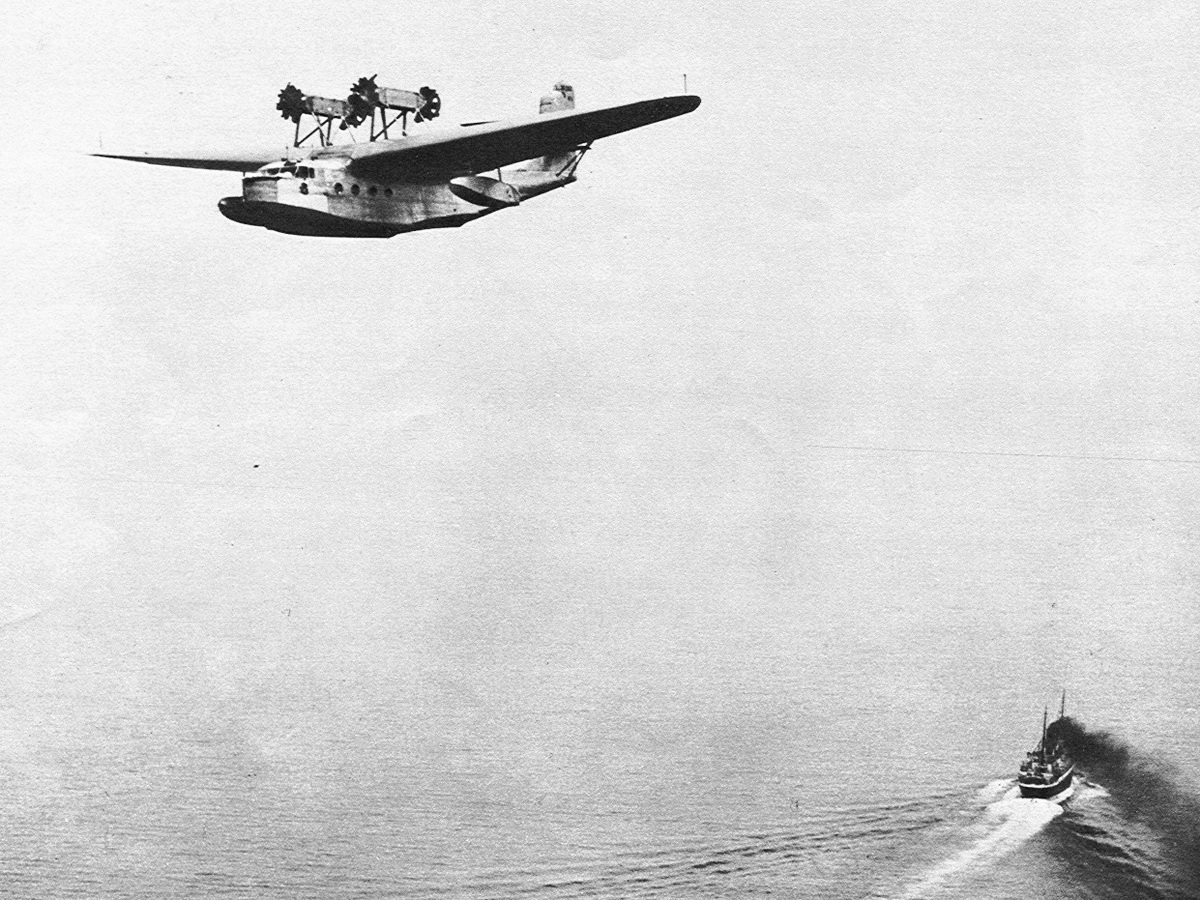
Flygbåt av typ H–242

Société de Constructions Aéronautiques d'hydravions Lioré-et-Olivier var en fransk flygmaskinstillverkare, som grundades 1912 av ingenjörerna  Fernand Lioré och Henri Olivier. Det nationaliserades 1936 och sammanslogs i februari 1937 med Chantiers aéronavals Étienne Romano, Potez, Chantiers Aéro-Maritimes de la Seine och Société Provençale de Constructions Aéronautiques till Société nationale des constructions aéronautiques du Sud-Est (SNCASE). Två av företagets fabriker, de i Argenteuil och Clichy, integrerades i SNCASE,  medan den i Rochefort, Charente-Maritime överfördes till SNCASO.
År 1919 Lioré et Olivier byggde 1919 sin första flygbåt, den tremotoriga dubbeldäckaren LeO H-6, och blev därefter mest känt som tillverkare av flygbåtar. På 1930-talet tillverkade företaget också autogiror av typerna Cierva C.19 och Cierva C.30 under licens från Cierva Autogiro Company i Storbritannien. 
Företagets mest omtalade modell var det tvåmotoriga, medeltunga bombflygplanet LeO H-45.

## Bildgalleri

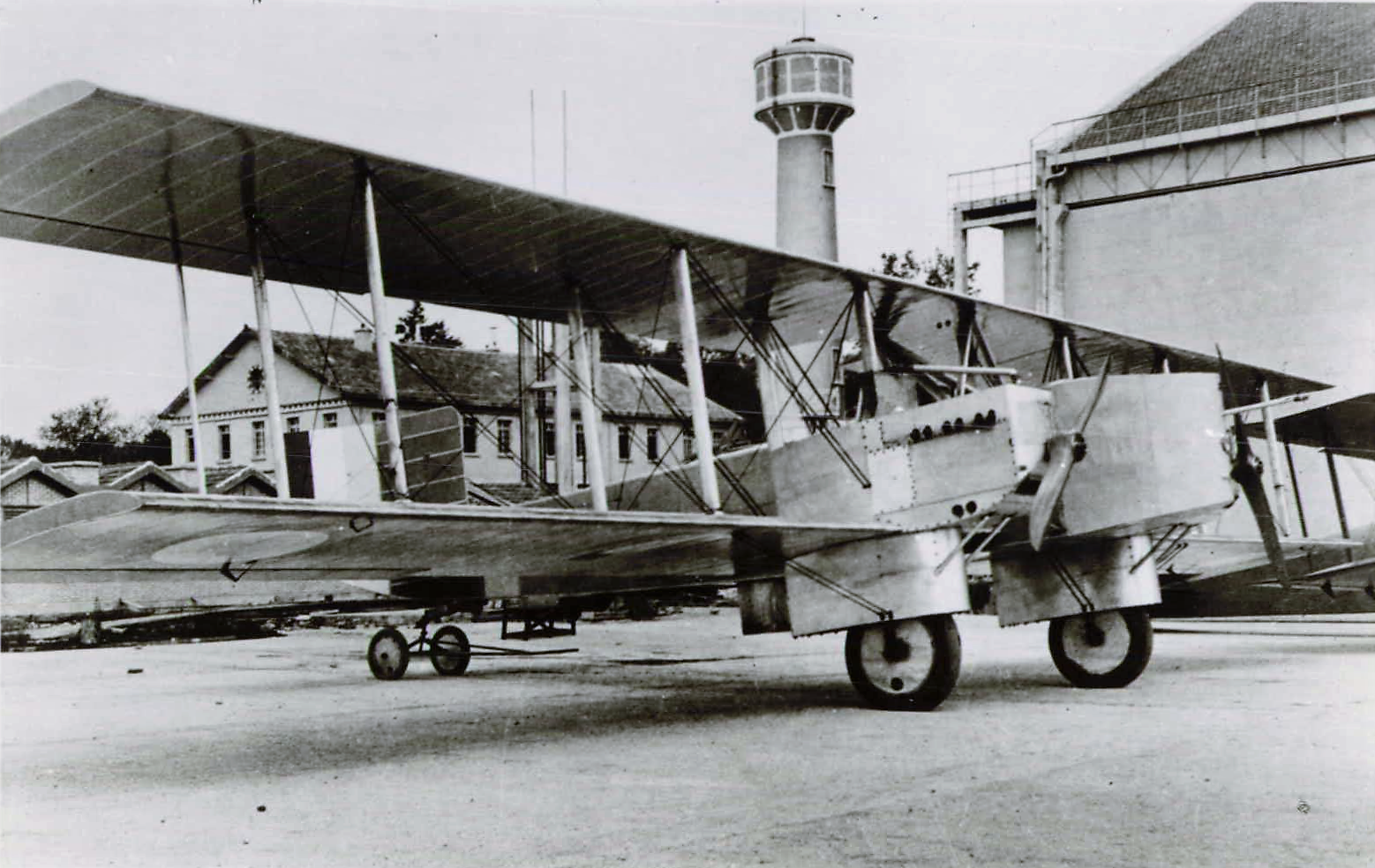
LeO 12
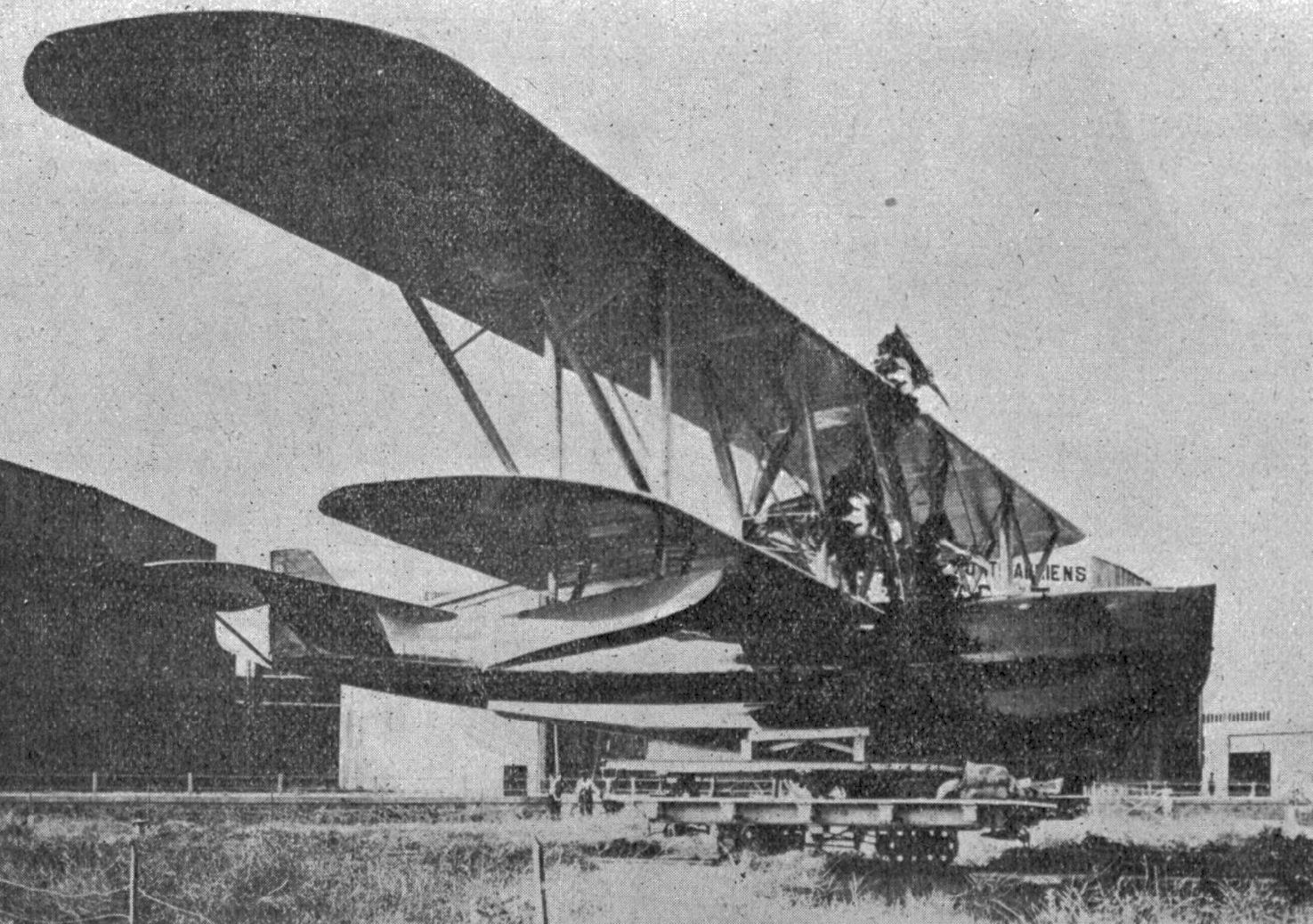
H-15, 1926
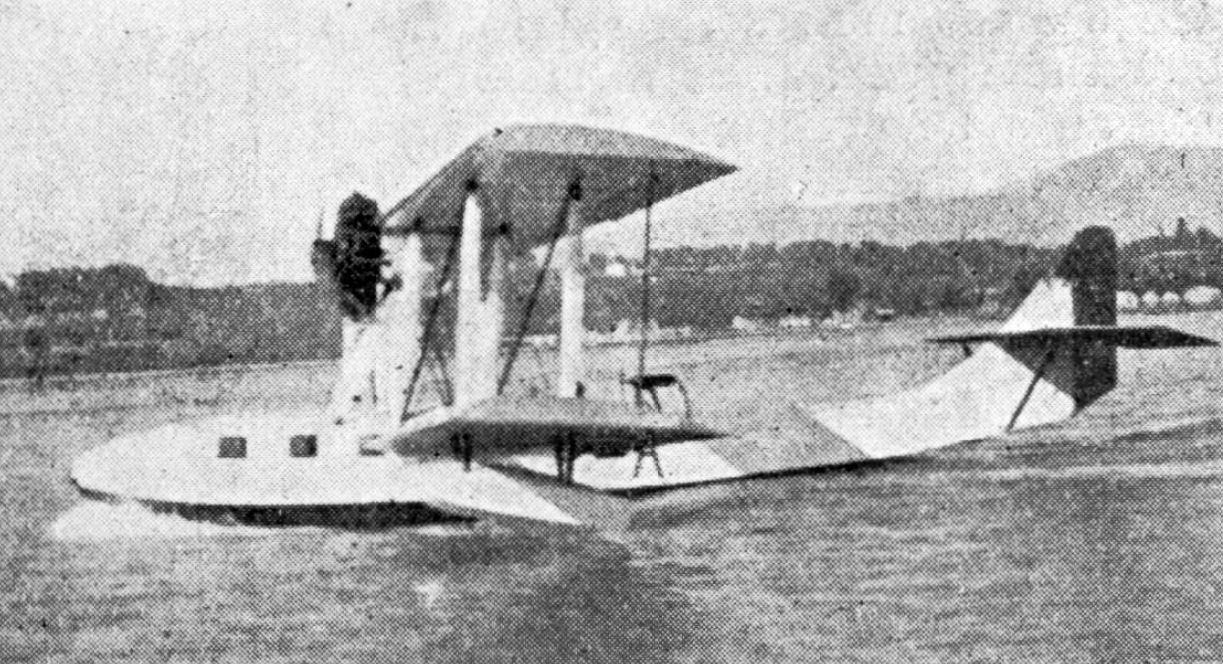
LeO H-19, 1926
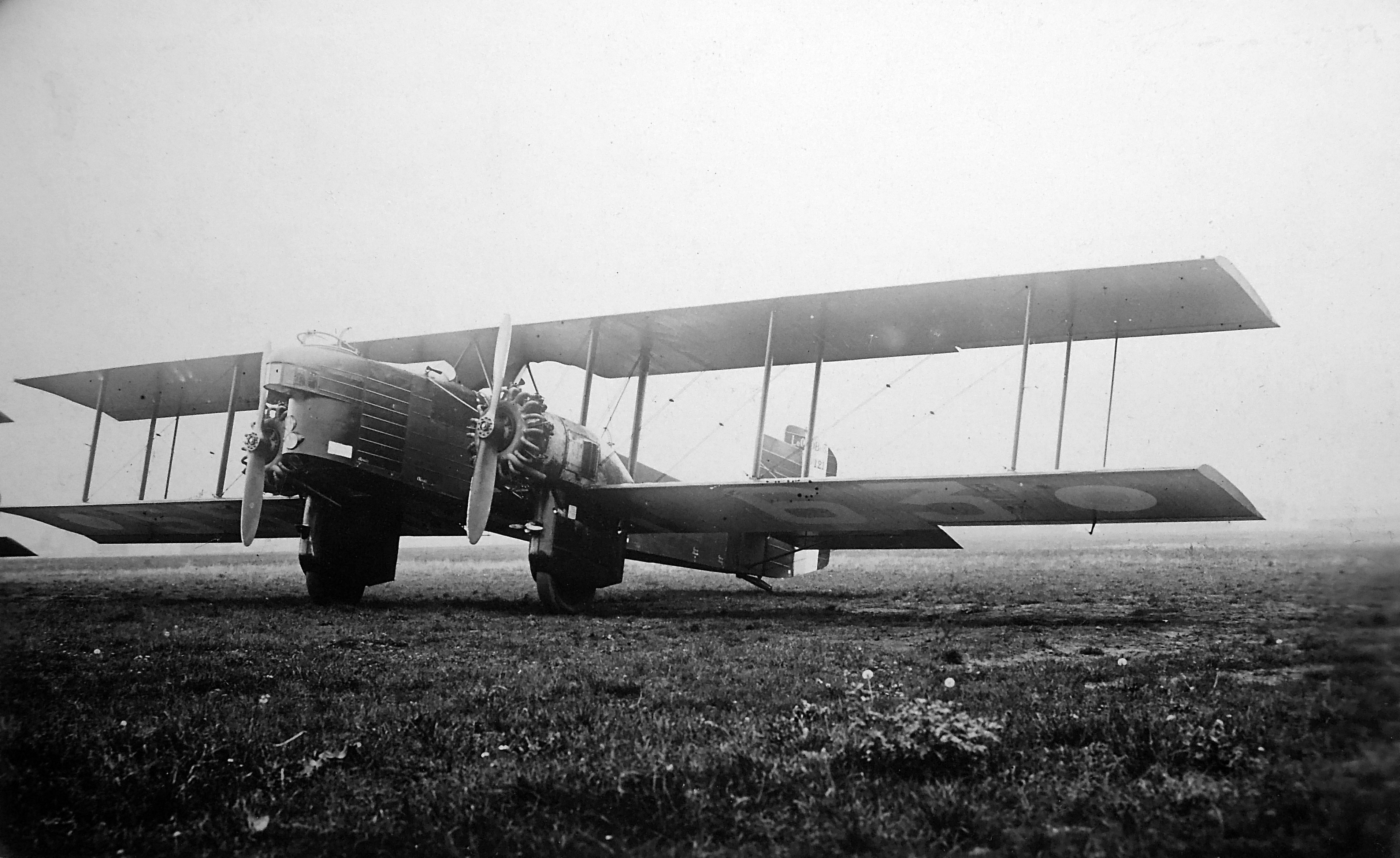
Nattbombplan LeO 20, 1928
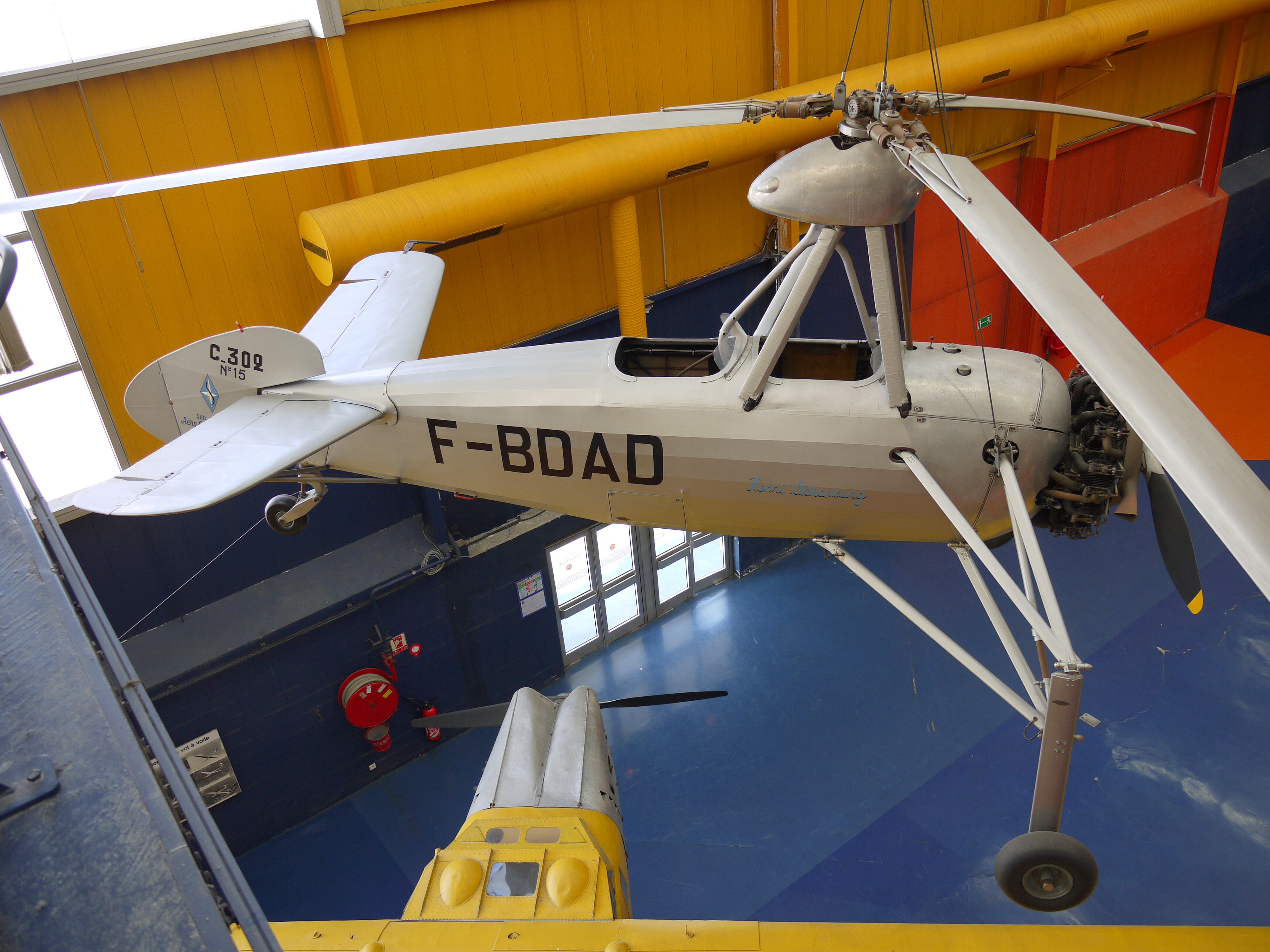
LeO C-30, autogiro, tillverkad under licens från Cierva Autogiro Company
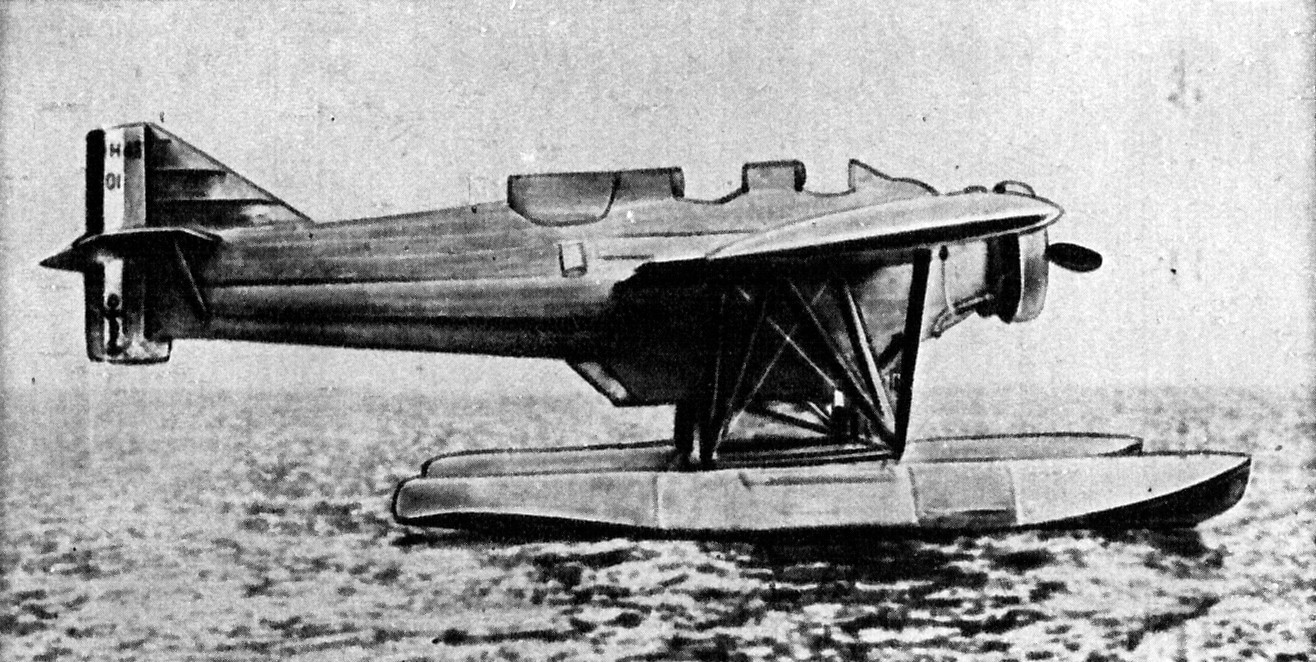
LeO H-43
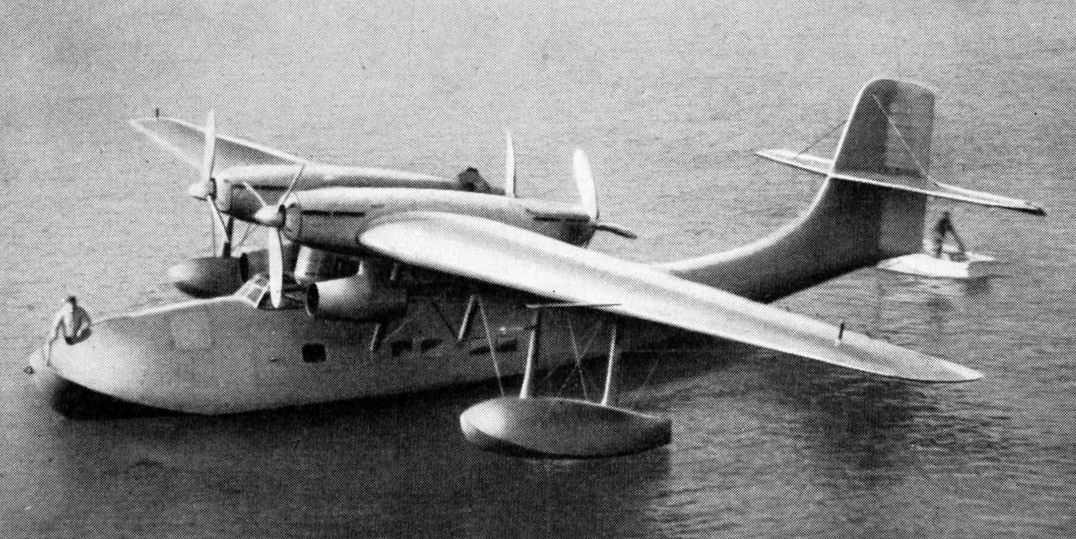
LeO H-47, 1937
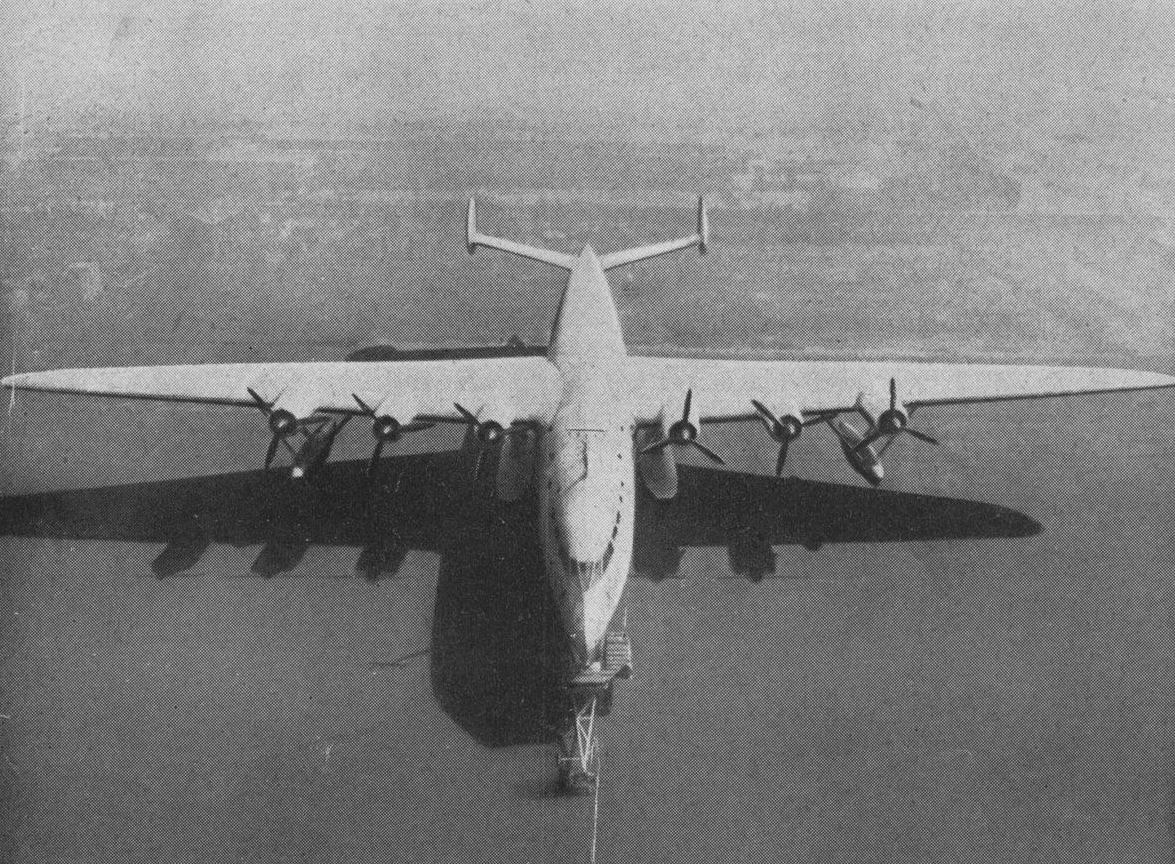
Passagerarflygbåt LeO H-49 (SNCASE SE.200), 1945